# Agustín de Iturbide
Agustín Cosme Damián de Iturbide y Arámburu (27. září 1783 Morelia – 19. července 1824 Padilla) byl mexický voják a politik.
Během první fáze války o nezávislost Mexika bojoval proti mexickým povstalcům ve španělské královské armádě. Později, pod vlivem liberálních reforem ve Španělsku dojednal s Vicentem Guerrerem, který vedl část povstalců, nezávislost Mexika. Dne 21. července 1822 byl korunován jako Agustín I., hlava tzv. Prvního Mexického císařství, ale později ho zbavila moci republikánská vzpoura. Abdikoval 19. března 1823. Po krátkém exilu v Evropě se vrátil do Mexika, kde byl odsouzen ke smrti zastřelením.

## Vlajka

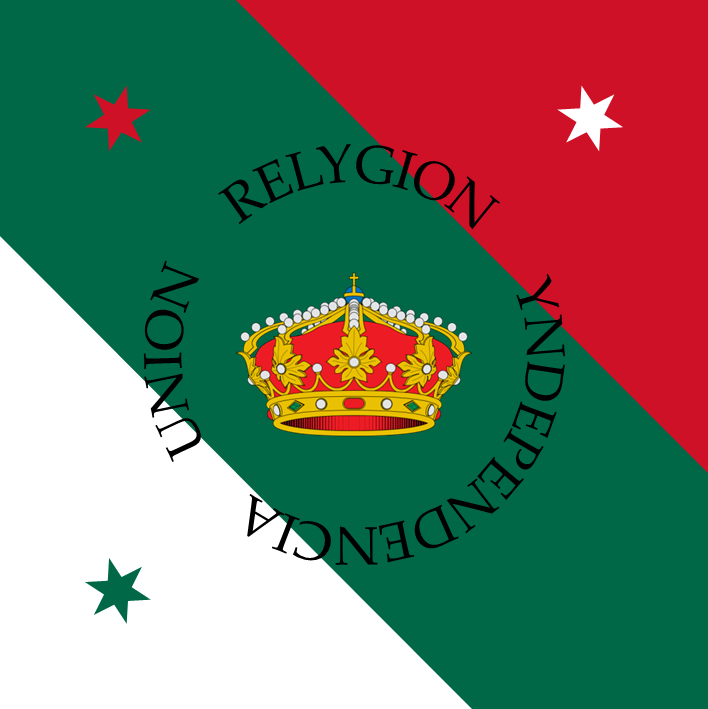
Prapor generála Agustína de Iturbide (1921)
Poměr stran: 1:1

Po jednání s vůdcem protišpanělského odboje Vicentem Guerrerem v Iguale dne 24. února 1921 nechal Iturbide vyrobit pro svou armádu prapory, rozdělené širokým šikmým zeleným pruhem (tedy z horního rohu do dolního cípu) rozdělující vlajku na tři části. Horní (vlající) část byla v červené barvě, dolní (žerďová) v barvě bílé. V dolním rohu byla umístěna zelená šesticípá hvězda, v horním rohu červená a v horním cípu bílá šesticípá hvězda. Uprostřed vlajky byla v zeleném pruhu královská koruna, kolem ní do kruhu černý nápis UNYON RELYGION YNDEPENDENCIA (UNYON ve zdroji, UNION na obrázku). Podle legendy se inspirací pro barvy stal voják, který mačetou rozpůlil meloun. Tato vlajka se stala základem Mexické vlajky.

## Rodina
Agustín se 27. února 1805 ve Vallalolidu oženil s Annou Marií de Huarte y Muñiz, která mu porodila deset dětí:
1. Agustín Jerónimo de Iturbide y Huarte (1807–1866), titulární císař jako Agustín II.
2. Sabina de Iturbide y Huarte (1809–1871)
3. Juana María de Iturbide y Huarte (1811–1828)
4. Josefa de Iturbide y Huarte (1814–1891)
5. Ángel de Iturbide y Huarte (1816–1872), otec Agustína de Iturbide y Green
6. Jesus de Iturbide y Huarte (1817–1841)
7. María Isis de Iturbide y Huarte (1818–1849)
8. María de los Dolores de Iturbide y Huarte (1819–1820)
9. Salvador de Iturbide y Huarte (1820–1856), otec Salvadora de Iturbide y de Marzán
10. Felipe Andrés María Guadalupe de Iturbide y Huarte (1822–1853)
11. Agustín Cosme de Iturbide y Huarte (1824–1873)